# Česko Slovensko má talent (11. řada)
Jedenáctá řada Česko Slovensko má talent byla opět vysílána na TV Prima a TV JOJ. Obě televize začaly v neděli 3. září 2023. V porotě zasedla opět stálá porota, Jaro Slávik, Jakub Prachař, Diana Mórová, Marta Jandová a nově porotu vždy doplnil speciální pátý porotce. Moderátory zůstali David Gránský a Jasmina Alagič Vrbovská.

## Speciální porotci
V této řadě se opět objevili speciální porotci kteří doplnili nové 5. místo u stolu.

### Seznam speciálních porotců
| Jméno           | Casting                       |
| --------------- | ----------------------------- |
| Štěpán Kozub    | 1, 2, 6, 7, 9, 10, 12, 13, VT |
| Marián Čekovský | 3, 14, VT                     |
| Vojtěch Dyk     | 4, 8, VT                      |
| Ego             | 5, 11, VT                     |

## Zlatý Pátrovič
Ocenění Zlatý Pátrovič, pojmenované po soutěžícím Jozefu Pátrovičovi, který se zúčastnil každé série, uděluje Jakub Prachař, a to tomu soutěžícímu, který sice dělá něco, čemu ne zcela rozumí, ale přesto je v tom fantastický a přesvědčivý. Cena nemá symbolizovat nejhorší výkon, ale odhodlání, vytrvalost, jedinečnost, naději, víru v talent a cestu za svým snem. Ocenění bylo poprvé udělované v osmé řadě.

### Seznam soutěžících oceněných zlatým Pátrovičem
| Soutěžící                          | Věk        | Žánr/Talent          | Původce                            | Casting |
| ---------------------------------- | ---------- | -------------------- | ---------------------------------- | ------- |
| Jozef Flak                         | 37 let     | hra na kytaru a zpěv | Jakub Prachař                      | 1       |
| Jaroslaw Mrozek                    | 26 let     | zpěv a tanec         | Jakub Prachař                      | 3       |
| Lukáš Muráň                        | 33 let     | silové triky         | (Jaro Slávik) Námět: Jakub Prachař | 6       |
| Shehzi Belly Dance                 | 46 let     | břišní tanec         | Jakub Prachař                      | 8       |
| Holadrops                          | 19 let     | zpěv                 | Jakub Prachař                      | 11      |
| Malý Mišo a Vladimíra Aichingerová | ? a 55 let | zpěv (duet)          | Jakub Prachař                      | 13      |

## Zlatý buzzer
Součástí této řady byl opět také zlatý bzučák, neboli zlatý buzzer. Pomocí Zlatého bzučáku mohou porotci, moderátoři a speciální porotci poslat soutěžícího z castingu rovnou do finále. Každý porotce může dát Zlatý bzučák pouze jednomu soutěžícímu. Moderátoři mají jeden společný.

### Seznam soutěžících oceněných zlatým buzzerem
| Soutěžící          | Věk         | Žánr/Talent          | Původce       | Casting          |
| ------------------ | ----------- | -------------------- | ------------- | ---------------- |
| Matěj Plšek        | 12 let      | zpěv a hra na kytaru | Štěpán Kozub  | 2                |
| Viera Kotvasová    | 59 let      | zpěv                 | Vojtěch Dyk   | 4                |
| Duo Elmaks         | 14 a 10 let | vzdušná akrobacie    | Marta Jandová | 5                |
| Ramadhani brothers | 26 a 36 let | akrobacie            | Diana Mórová  | 7                |
| Adéla Řezáčová     | 23 let      | zpěv vlastní tvorby  | Jaro Slávik   | 8                |
| Anna Slížová       | 24 let      | zpěv                 | Ego           | 11               |
| Marysia a Julian   | 32 a 33 let | akrobacie            | Jakub Prachař | 14 (Velký třesk) |

Marián Čekovský a moderátoři svůj zlatý buzzer nepoužili.

## Semifinále
Semifinále bylo odstartováno na konci Velkého Třesku 3. prosince 2023. Do semifinále postoupilo 12 soutěžících, z nichž 1 postoupil do finále. Poslední finálové místo zabralo raperské duo Naraz. 

### Seznam semifinalistů
| Pořadí | Soutěžící              | Žánr/Talent       | Původ, bydliště | Výsledek |
| ------ | ---------------------- | ----------------- | --------------- | -------- |
| 1.     | Jumplplus world        | akrobacie         | Česko           | nepostup |
| 2.     | Veronika Bauerová      | zpěv              | Česko           | nepostup |
| 3.     | Drew Colby             | stínové divadlo   | bude oznámeno   | nepostup |
| 4.     | New castanets          | hra na kastaněty  | Česko           | nepostup |
| 5.     | Dakota a Nadia         | tanec             | bude oznámeno   | nepostup |
| 6.     | Naraz                  | rap               | Slovensko       | postup   |
| 7.     | Natálie Schielová      | zpěv              | Česko           | nepostup |
| 8.     | Shade flamewater       | hry s ohněm       | bude oznámeno   | nepostup |
| 9.     | Jozef Miklík           | stand-up          | Slovensko       | nepostup |
| 10.    | Denys Zhygaltsov       | vzdušná akrobacie | bude oznámeno   | nepostup |
| 11.    | Alena Smolíková a Foxy | dog dancing       | Česko           | nepostup |
| 12.    | José Freedom           | zpěv              | Německo         | nepostup |

## Finále
Finále se konalo 10. prosince 2023 v malém studiu TV JOJ v Bratislavě.Ve finále bojovalo o výhru 40 000 € celkem 8 soutěžících. 
Večer vystoupili jako speciální hosté: Rytmus a Jan Bendig s písní ROMALANDIA. 
Po jejich vystoupení následovalo Rozhodnutí. Do nejlepší trojice postoupili zpěváci Matěj Plšek, Viera Kotvasová a Anna Slížová. Viera Kotvasová skončila na 3. místě a zbylí 2 soutěžící se utkali o výhru v superfinále. Hlasování bylo na několik minut znovu obnoveno a vítězkou se nakonec stala Anna Slížová.

### Seznam finalistů
| Pořadí | Soutěžící          | Žánr/Talent          | Původ, bydliště | Výsledek |
| ------ | ------------------ | -------------------- | --------------- | -------- |
| 1.     | Naraz              | rap                  | Slovensko       | 4. – 8.  |
| 2.     | Adéla Řezáčová     | zpěv vlastní tvorby  | Česko           | 4. – 8.  |
| 3.     | Marysia a Julian   | akrobacie            | Polsko          | 4. – 8.  |
| 4.     | Matěj Plšek        | zpěv a hra na kytaru | Česko           | 2.místo  |
| 5.     | Duo Elmaks         | vzdušná akrobacie    | Ukrajina        | 4. – 8.  |
| 6.     | Viera Kotvasová    | zpěv                 | Slovensko       | 3.místo  |
| 7.     | Ramadhani brothers | akrobacie            | Tanzanie        | 4. – 8.  |
| 8.     | Anna Slížová       | zpěv                 | Slovensko       | 1.místo  |

## Díly
Při 11. řadě byly všechny díly vysílány ve stejný den jak v Čechách, tak na Slovensku. Finále mělo sledovanost 332 000 diváků v kategorii 15+ (ČR).
|       | Díl                       | Premiéra           | Premiéra           |
| Česko | Díl                       | Slovensko          |                    |
| ----- | ------------------------- | ------------------ | ------------------ |
| 1     | Castingy 1                | 3. září 2023       | 3. září 2023       |
| 2     | Castingy 2                | 10. září 2023      | 10. září 2023      |
| 3     | Castingy 3                | 17. září 2023      | 17. září 2023      |
| 4     | Castingy 4                | 24. září 2023      | 24. září 2023      |
| 5     | Castingy 5                | 1. října 2023      | 1. října 2023      |
| 6     | Castingy 6                | 8. října 2023      | 8. října 2023      |
| 7     | Castingy 7                | 15. října 2023     | 15. října 2023     |
| 8     | Castingy 8                | 22. října 2023     | 22. října 2023     |
| 9     | Castingy 9                | 29. října 2023     | 29. října 2023     |
| 10    | Castingy 10               | 5. listopadu 2023  | 5. listopadu 2023  |
| 11    | Castingy 11               | 12. listopadu 2023 | 12. listopadu 2023 |
| 12    | Castingy 12               | 19. listopadu 2023 | 19. listopadu 2023 |
| 13    | Castingy 13               | 26. listopadu 2023 | 26. listopadu 2023 |
| 14    | Castingy 14 a Velký třesk | 3. prosince 2023   | 3. prosince 2023   |
| 15    | Finále                    | 10. prosince 2023  | 10. prosince 2023  |